# Tormod
Tormod  è un nome proprio di persona norvegese maschile.

## Varianti
- Maschili: Thormod[1]

### Varianti in altre lingue
- Islandese: Þormóður
- Norreno: Þórmóðr[1][2]

## Origine e diffusione
Deriva dal nome norreno Þórmóðr, composto da Þórr (nome del dio scandinavo Thor) e móðr ("mente", "animo", oppure "coraggioso"); il significato complessivo può essere interpretato come "mente di Thor". In Scozia, il nome Mona viene talvolta utilizzato come forma femminile di Tormod.

## Onomastico
Il nome è adespota, cioè non è portato da alcun santo. L'onomastico ricade pertanto il 1º novembre, giorno di Ognissanti.

## Persone

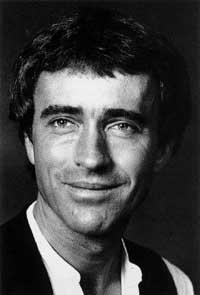
Tormod Haugen

- Tormod Andreassen, giocatore di curling norvegese
- Tormod Haugen, scrittore e traduttore norvegese
- Tormod Kjellsen, calciatore norvegese
- Tormod Knutsen, combinatista nordico norvegese